# Peter Werner (Regisseur)
Peter Werner (* 17. Januar 1947 in New York City, New York; † 21. März 2023 in Wilmington, North Carolina) war ein US-amerikanischer Film- und Fernsehregisseur.

## Leben
Peter Werner war in seinen frühen Jahren Lehrer und Dokumentarfilmemacher und hat einen Abschluss in beiden Bereichen. Nach einem Jahr als V.I.S.T.A.-Freiwilliger in der Innenstadt von Detroit war er Mitgründer der Highschool von Deerfield in Massachusetts. Während des Unterrichts in Vermont traf er Frances H. Flaherty, die Witwe des großen „Vater der Dokumentationen“ Robert J. Flaherty. Sie wurde seine Freundin und seine Mentorin und erlaubte Werner, ein dokumentarisches Porträt von ihr zu drehen, das von PBS ausgestrahlt wurde. Dies war das erste Projekt, bei dem Werners Bruder Tom als Produzent in Erscheinung trat.
1977 wurde sein gemeinsam mit Andre R. Guttfreund produzierter Film In the Region of Ice mit einem Oscar in der Kategorie „Bester Kurzfilm“ ausgezeichnet. Die Produktion war Werners Abschlussfilm am American Film Institute. Seitdem führte er bei Dokumentationen sowie Fernsehfilmen und episodischen Fernsehserien wie Ghost Whisperer – Stimmen aus dem Jenseits, Medium – Nichts bleibt verborgen, Criminal Intent – Verbrechen im Visier, College Fieber, Wunderbare Jahre und Das Model und der Schnüffler Regie.
Peter Werner war verheiratet und hat drei Kinder. Er war Vorstandsmitglied der Schule seines Sohnes sowie des American Film Institutes. Neben seiner Lehrtätigkeit hat er auch Vorträge gehalten. Seit dreißig Jahren war Werner praktizierender Buddhist.
Werner starb im Alter von 76 Jahren an Herzkomplikationen infolge einer gerissenen Aorta.

## Filmografie (Auswahl)

### Als Regisseur

#### Filme
- 1971: Hidden and Seeking
- 1976: In the Region of Ice (Kurzfilm)
- 1978: Battered (Fernsehfilm)
- 1979: Aunt Mary (Fernsehfilm)
- 1980: Brandstifter (Kurzfilm)
- 1981: Prisoners
- 1982: Don’t Cry, It’s Only Thunder
- 1984: Hard Knox (Fernsehfilm)
- 1984: Das Mädchen des Monats (I Married a Centerfold, Fernsehfilm)
- 1985: Sins of the Father (Fernsehfilm)
- 1987: LBJ: The Early Years (Fernsehfilm)
- 1987: No Man’s Land – Tatort 911 (No Man’s Land)
- 1990: Rufmord (Image, Fernsehfilm)
- 1990: Brennende Erde (Hiroshima: Out of the Ashe, Fernsehfilm)
- 1991: Downtown Cop
- 1992: Ned Blessing: The True Story of My Life (Fernsehfilm)
- 1993: Die 4. Dimension (Doorways, Fernsehfilm')
- 1994: Eine Frau für meinen Mann (The Substitute Wife, Fernsehfilm)
- 1995: Der Kampf um die vier Diamanten (The Four Diamonds, Fernsehfilm)
- 1995: Almost Golden: The Jessica Savitch Story (Fernsehfilm)
- 1995: In Liebe gefangen (The Unspoken Truth, Fernsehfilm)
- 1995: Mord auf hoher See (Inflammable, Fernsehfilm)
- 1996: Zwei Mütter für Zachary (Two Mothers for Zachary, Fernsehfilm)
- 1996: Blue Rodeo (Fernsehfilm)
- 1997: Soul Mates (Fernsehfilm)
- 1997: Deep Running – Flucht zu zweit (On the Edge of Innocence, Fernsehfilm)
- 1997: Besucher aus dem Jenseits – Sie kommen bei Nacht (House of Frankenstein, Fernsehfilm)
- 1998: Tempting Fate – Versuchung des Schicksals (Tempting Fate, Fernsehfilm)
- 1998: Mama Flora’s Family (Fernsehfilm)
- 1999: Der Playboy – Die Hugh Hefner Story (Hefner: Unauthorized, Fernsehfilm)
- 2000: The '70s (Fernsehfilm)
- 2001: Ruby’s Bucket of Blood (Fernsehfilm)
- 2001: After Amy (Fernsehfilm)
- 2001: Nenn’ mich einfach Nikolaus (Call Me Claus, Fernsehfilm)
- 2002: We Were the Mulvaneys (Fernsehfilm)
- 2002: The Pact (Fernsehfilm)
- 2003: Killer Instinct: From the Files of Agent Candice DeLong (Fernsehfilm)
- 2004: Gracie’s Choice (Fernsehfilm)
- 2005: Vinegar Hill (Fernsehfilm)
- 2005: Mom at Sixteen (Fernsehfilm)
- 2005: Amber Frey – Zeugin der Anklage (Amber Frey: Witness for the Prosecution, Fernsehfilm)
- 2005: Kleine weiße Wunder (Snow Wonder, Fernsehfilm)
- 2006: Why I Wore Lipstick to My Mastectomy (Fernsehfilm)
- 2007: Girl, Positive (Fernsehfilm)
- 2008: The Circuit (Fernsehfilm)
- 2008: Tics – Meine lästigen Begleiter (Front of the Class, Fernsehfilm)
- 2009: Ein Hund namens Weihnachten (A Dog Named Christmas, Fernsehfilm)
- 2010: Bond of Silence (Fernsehfilm)
- 2013: Der Fall Casey Anthony (Prosecuting Casey Anthony, Fernsehfilm)

#### Fernsehserien
- 1977: Eine amerikanische Familie (Family, eine Folge)
- 1984: Air Force (2 Folgen)
- 1985: Hometown (eine Folge)
- 1985–1986: Das Model und der Schnüffler (Moonlighting, 9 Folgen)
- 1986: Outlaws (eine Folge)
- 1987: Inspektor Hooperman (eine Folge)
- 1989: Men (eine Folge)
- 1990: DEA
- 1990: Wunderbare Jahre (The Wonder Years, eine Folge)
- 1991–1992: College Fieber (A Different World, 2 Folgen)
- 1992: Middle Ages (2 Folgen)
- 1996: Nash Bridges (eine Folge)
- 1998: Ghost Cop (eine Folge)
- 1999: The Expert (eine Folge)
- 2001: Meine Familie – Echt peinlich (Maybe It’s Me)
- 2001: Philly (eine Folge)
- 2001: Keine Gnade für Dad (Grounded for Life, eine Folge)
- 2002: For the People
- 2002: Boomtown (2 Folgen)
- 2005–2011: Medium – Nichts bleibt verborgen (Medium, 17 Folgen)
- 2006–2009: Ghost Whisperer – Stimmen aus dem Jenseits (Ghost Whisperer, 7 Folgen)
- 2007: Raines (eine Folge)
- 2007: Kidnapped – 13 Tage Hoffnung (Kidnapped, eine Folge)
- 2008: Criminal Intent – Verbrechen im Visier (Law & Order: Criminal Intent, eine Folge)
- 2008–2009: Army Wives (2 Folgen)
- 2010–2015: Justified (9 Folgen)
- 2011: My Superhero Family (No Ordinary Family, eine Folge)
- 2011: Hawthorne (eine Folge)
- 2011: A Gifted Man (2 Folgen)
- 2011–2014: Unforgettable (5 Folgen)
- 2012–2017: Grimm (6 Folgen)
- 2012–2013: Blue Bloods – Crime Scene New York (Blue Bloods, 3 Folgen)
- 2012–2013: Elementary (2 Folgen)
- 2013: Law & Order: Special Victims Unit (eine Folge)
- 2014: The Blacklist (eine Folge)
- 2014: The Lottery (eine Folge)

### Als Executive Producer
- 1989: Men (Fernsehserie, eine Folge)
- 1993: Die 4. Dimension (Doorways, Fernsehfilm)
- 1997: Soul Mates (Fernsehfilm)
- 2002: We Were the Mulvaneys (Fernsehfilm)
- 2002: The Pact (Fernsehfilm)
- 2003: Killer Instinct: From the Files of Agent Candice DeLong (Fernsehfilm)
- 2004: Gracie’s Choice (Fernsehfilm)
- 2005: Vinegar Hill (Fernsehfilm)
- 2006: Why I Wore Lipstick to My Mastectomy (Fernsehfilm)
- 2008: The Circuit (Fernsehfilm)

## Auszeichnungen
Werner war für mehrere Emmy und DGA Awards nominiert. Er gewann einen CableACE Award für seinen HBO-Film Rufmord. 1977 wurde er für den Film In the Region of Ice mit dem Oscar in der Kategorie Bester Kurzfilm ausgezeichnet.